# Jonchery-sur-Vesle
Jonchery-sur-Vesle is een gemeente in het Franse departement Marne (regio Grand Est). De plaats maakt deel uit van het arrondissement Reims. Jonchery-sur-Vesle telde op 1 januari 2022 1.815 inwoners.

## Geografie
De oppervlakte van Jonchery-sur-Vesle bedroeg op 1 januari 2022 3,2 vierkante kilometer; de bevolkingsdichtheid was toen 567,2 inwoners per km².

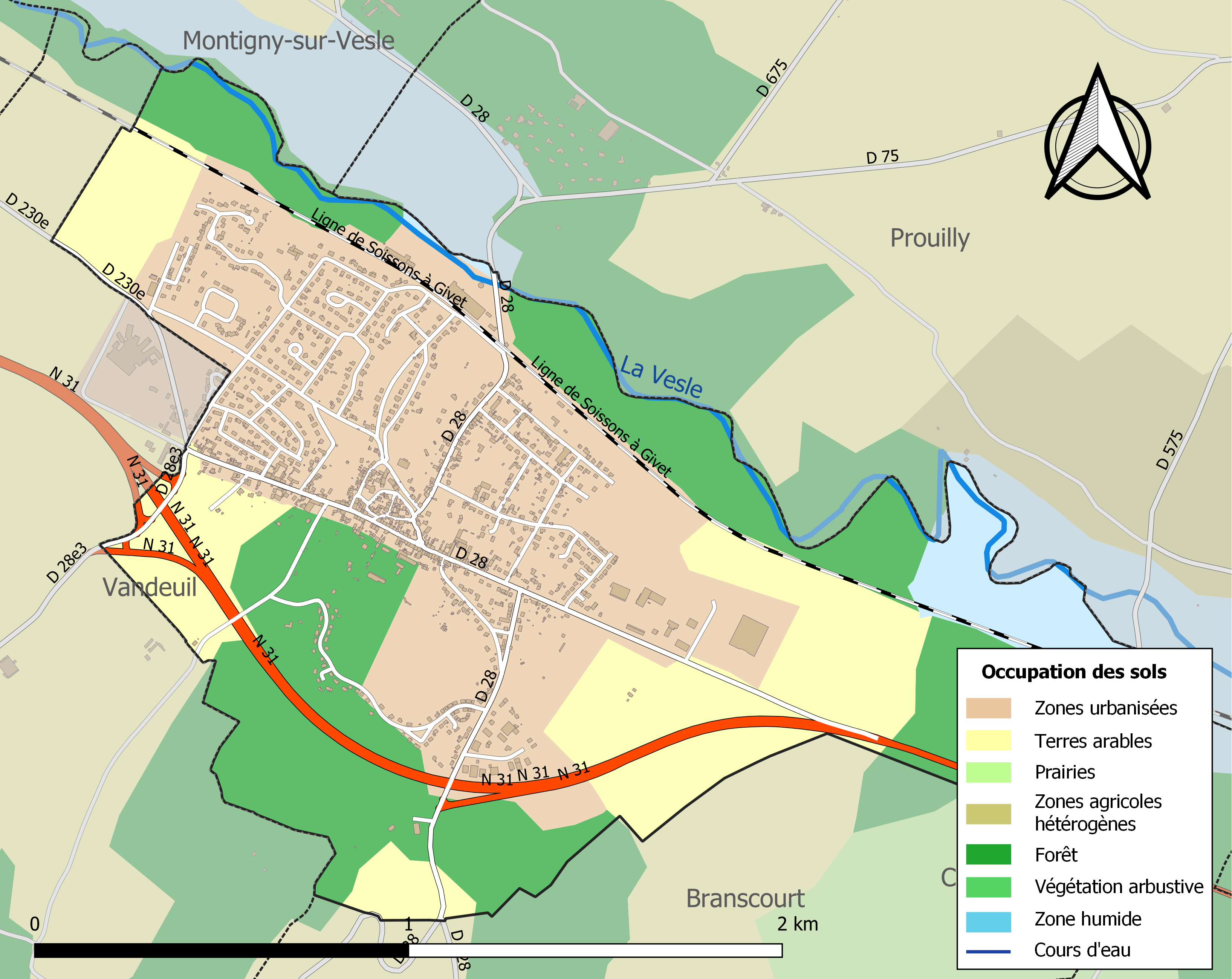
Kaart van de gemeente met de belangrijkste infrastructuur, bodemgebruik en omliggende gemeenten

## Demografie
Onderstaande figuur toont het verloop van het inwonertal (bron: INSEE-tellingen).